# Edgewood (Washington)
Edgewood je grad u američkoj saveznoj državi Washington. Prema popisu stanovništva iz 2010. u njemu je živjelo 9.387 stanovnika.